# Biggar (Saskatchewan)
Pour les articles homonymes, voir Biggar.
Biggar est une ville du centre de la Saskatchewan, au Canada. Elle est située sur la Route 14 (Saskatchewan) (en), à 93 kilomètres (58 mi) à l'ouest de Saskatoon.
Elle est nommée d'après William Hodgins Biggar (en).

## Histoire
Biggar est officiellement incorporée en village en 1909, puis en ville en 1911. La population dépasse les 2 000 habitants au milieu des années 1920, atteignant un sommet à 2 755 en 1966.

## Francophonie
Au début du XIXe siècle, plusieurs familles francophones s'implantent autour de la ville. Ils créent une paroisse est créée sous le nom de Saint-Hilaire de Cochery. Un cimetierre et une église sont construits en 1911, une école ouvre dans la foulée, ainsi qu'un bureau de poste, qui ferme dès 1917. L'église est détruite en 1971, à l'intitiative des paroissiens et du curés, en réaction au vandalisme. En 2021, seuls 20 personnes sur 2070 déclarent le français en première langue à Biggar.

## Démographie
| 2001  | 2006  | 2011  | 2016  |
| ----- | ----- | ----- | ----- |
| 2 243 | 2 033 | 2 161 | 2 226 |